# Byggefagenes Samvirke - demonstration den 12. september 1974
|  | Denne artikel er oprettet af botten Steenthbot ud fra en ekstern database. Den kan derfor have sproglige fejl eller mangler. Denne skabelon kan fjernes efter kontrol af indholdet. |

Byggefagenes Samvirke - demonstration den 12. september 1974 er en dansk dokumentarisk optagelse fra 1974.

## Handling
Private optagelser af de københavnske bygningsarbejderes demonstration afholdt den 12. september 1974 i København. Udover de klassiske byggefag deltager også arkitekter, landskabsarkitekter, konstruktører samt sympatisører fra andre fagorganisationer. Demonstrationen ender foran Christiansborg Slot med taler og faner. En dukke med præstekjole skal gøre det ud for statsminster Poul Hartling, som var uddannet cand. theol. Der ses også et banner med teksten "Ud med præsteregeringen". Byggefagenes Samvirke organiserede samarbejder mellem en lang række københavnske fagforeninger på byggeområdet og eksisterer stadig.